# Malechowska Struga
Malechowska Struga – struga o długości 5,7 km na Pobrzeżu Koszalińskim, w woj. zachodniopomorskim, w powiecie kołobrzeskim, która uchodzi do Morza Bałtyckiego. Powierzchnia zlewni wynosi 26,57 km².
Struga ma źródło na obszarze gminy Dygowo na północ od wsi Stojkowo, skąd meandruje na północ przy Kołobrzeskim Lesie. Ok. 0,6 km na zachód od Malechowskiej Strugi leży wieś Malechowo. Na zachód od osady Bagicz, struga przebiega pod linią kolejową nr 402 i drogą krajową nr 11. Na zachód od wsi Sianożęty uchodzi do Morza Bałtyckiego.
W budowie geologicznej dorzecza Malechowskiej Strugi dominują gliny zwałowe. Liczne drobne obniżenia wysłane są torfami.
Nazwę Malechowska Struga wprowadzono urzędowo w 1949 roku, zastępując poprzednią niemiecką nazwę Malchow Graben.